# Joseph von Lassolaye
Josef von Lassolaye (* 4. April 1746 in Gernsbach; † 22. März 1822 in Rastatt; vollständiger Name und Alternativschreibweise: Joseph Valerius Ignaz Anton Johannes Nepomuk Freiherr von Lassollaye) war ein deutscher Kreisdirektor und Staatsrat.

## Leben
Nach seinem Studium der Rechtswissenschaften an der Universität Straßburg ab 1762 trat er in den markgräflichen Staatsdienst, zunächst als Hofrat. 1792 wurde er Obervogt, 1805 Landvogt der Grafschaft Eberstein um Gernsbach und 1810 Direktor des Murgkreises.
Lassolaye besaß in der Stadt Baden mehrere Ländereien und förderte den Fremdenverkehr der Stadt, insbesondere den Straßenbau. Nach der Vereinigung des Badener Lyzeums mit der Piaristenschule in Rastatt im Jahr 1808 kaufte er das Kollegsgebäude für 20.000 Gulden, welches durch Friedrich Weinbrenner zum ersten Kurhaus mit Spielbank umgestaltet wurde. Am 27. Juli 1812 erwarb die Großherzogliche Badeanstalten-Commission von ihm sein auf der linken Oos-Seite liegendes Hofgut für 18.000 Gulden, da „die Acquisition für eine Baad-Anlage nützlich sei“. Nach Plänen Weinbrenners zur Modernisierung der Kurstadt entstanden dort das neue Kurhaus mit Casino, der Kurgarten und die Trinkhalle. Aufgrund seiner Verdienste um die Stadt wurde er am 9. April 1811 mit der ersten Ehrenbürgerschaft ausgezeichnet.

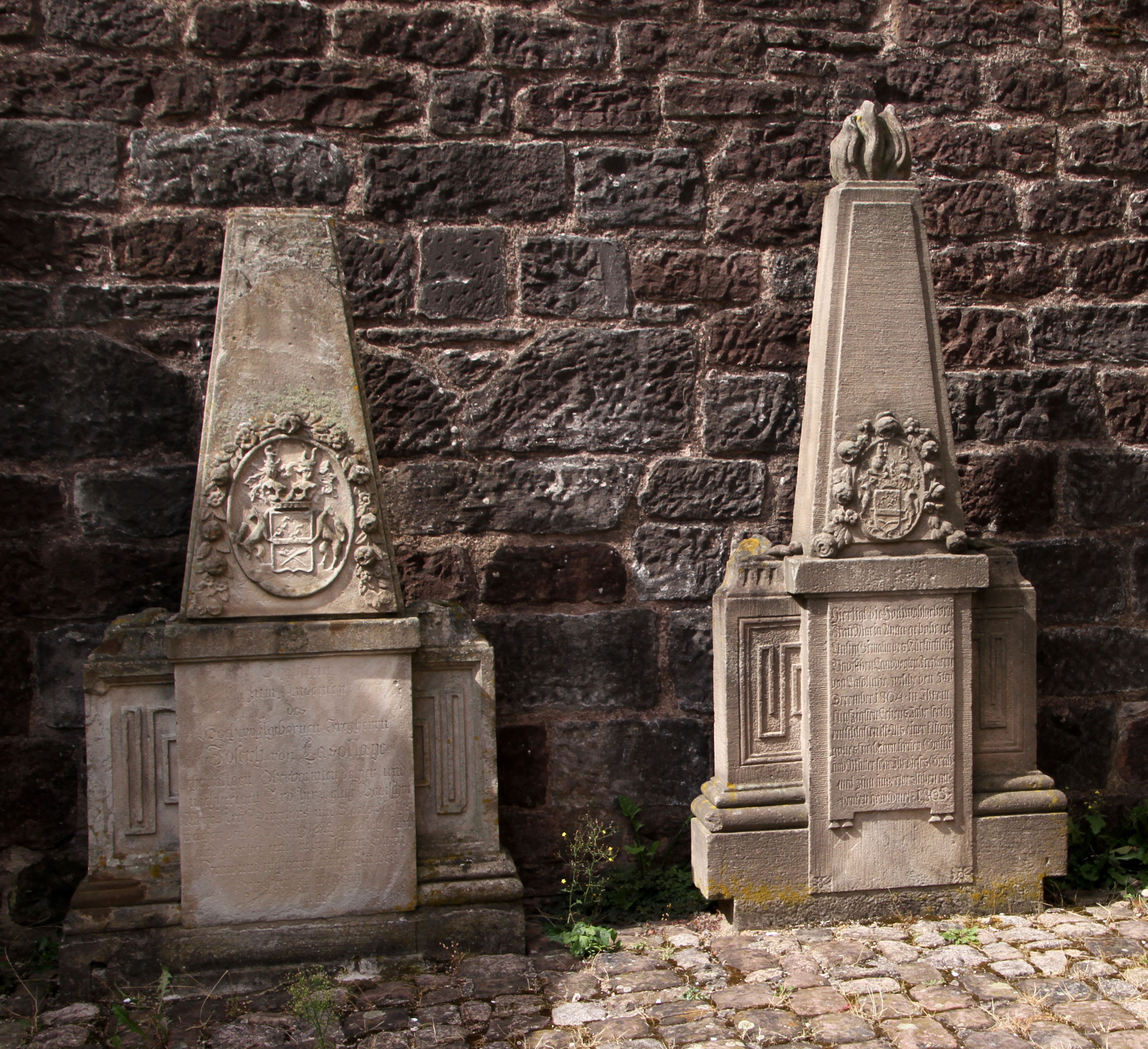
Grabmale für Joseph von Lassolaye (links) und seine Frau bei der Gernsbacher Liebfrauenkirche

Am 10. Oktober 1773 heiratete er in Völkersbach seine Frau Maria Anna, die ihm elf Kinder gebar. Lassolaye starb am 22. März 1822 in Rastatt; seine Grabstätte befindet sich in seinem Geburtsort Gernsbach.